# ケラニ川
ケラニ川（シンハラ語: කැළණි ගඟ Kelani Ganga, 英語: Kelani River）は、スリランカの川。長さ145kmとセイロン島で4番目に長い河川であり、中央高地のアダムスピーク近郊を源流に、西海岸の大都市コロンボでインド洋へと注いでいる。流路ではヌワラ・エリヤ県、ラトゥナプラ県、ケーガッラ県、コロンボ県を通過する。

## 画像

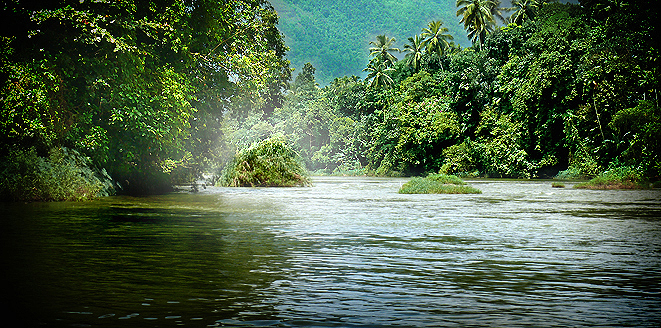
ケーガッラ県でのケラニ川
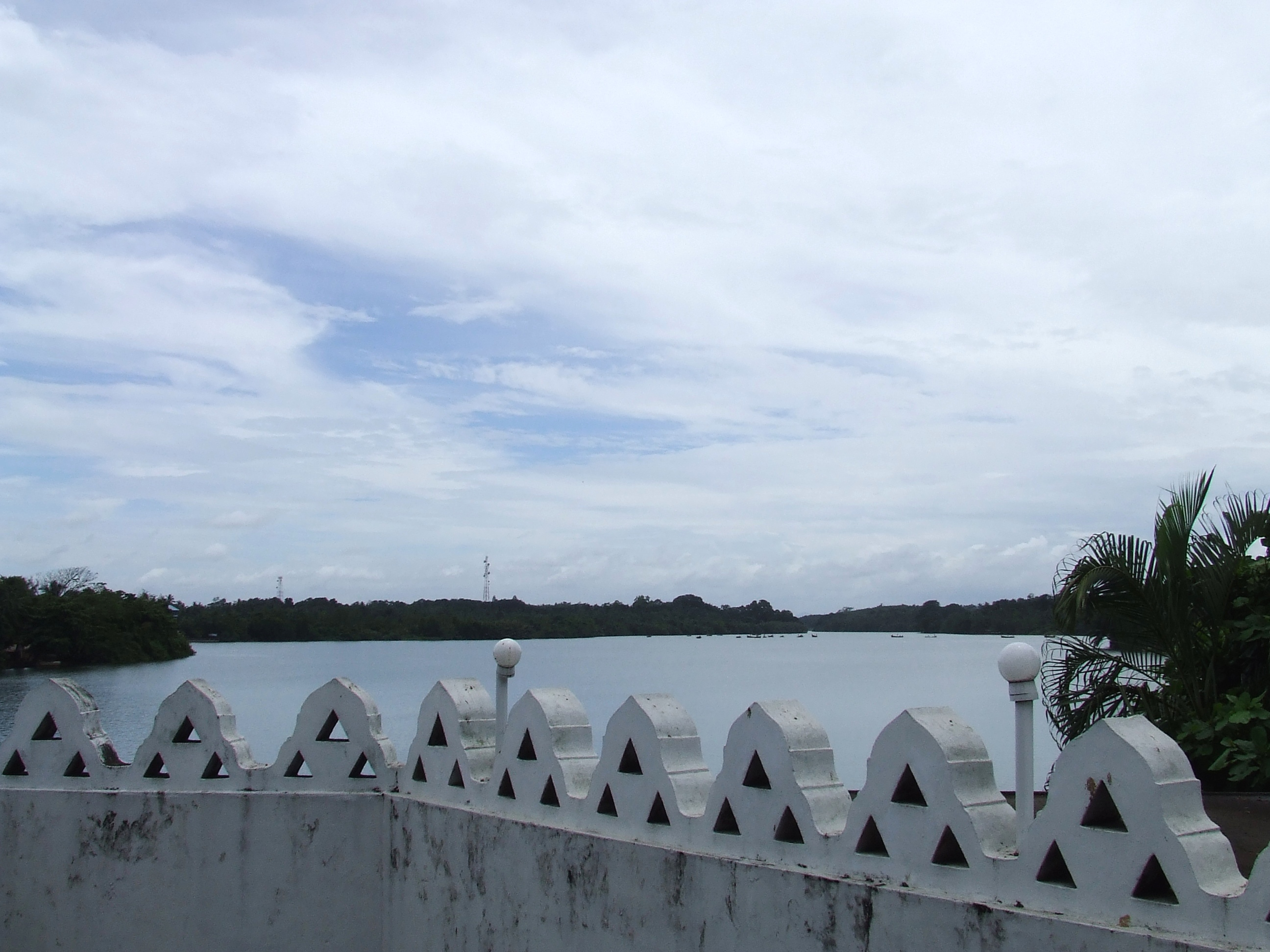
河口付近でのケラニ川